# Gerbillus pusillus
Gerbillus pusillus är en däggdjursart som beskrevs av Peters 1878. Gerbillus pusillus ingår i släktet Gerbillus och familjen råttdjur. IUCN kategoriserar arten globalt som livskraftig. Inga underarter finns listade i Catalogue of Life.
Denna gnagare förekommer med flera från varandra skilda populationer i Etiopien, Somalia, Sydsudan, Kenya, Tanzania och kanske i norra Uganda. Habitatet utgörs av gräsmarker och av klippiga områden med lite växtlighet.
Ett fåtal uppmäta exemplar hade en kroppslängd (huvud och bål) av cirka 7,1 cm och en svanslängd av ungefär 11 cm. I genomsnitt var bakfötterna 2,1 cm långa och öronen 0,9 cm stora. Färgen på ovansidans päls varierar mellan kanelbrun och rödbrun. Den har på några ställen en svart skugga. Det förekommer en tydlig gräns mot den vita undersidan. Även svansen har en brun ovansida samt en ljusare undersida. Längre bruna och svarta hår vid svansens spets bildar en tofs. Gerbillus pusillus har en vit fläck bakom varje öra.
Ungdjur registrerades i juli och augusti. Djuret jagas bland annat av tornugglan.